# Тодор Ваков
Тодор Илиев Ваков е български художник, майстор на съвременната българска графика и живопис.

## Биография
Тодор Ваков е роден в село Хайредин, област Враца. В ателието на проф. Дечко Узунов получава първите си уроци. Под негово наставление през 1963 г. постъпва в Художествената гимназия в София (днес Национално училище за изящни изкуства „Илия Петров“). Активно участва в културния живот на София, като публикува свои рисунки в сп. „Родна реч“ и илюстрира книгата на Коста Странджев „Колко струва човекът“ (очерци, 1967).
Завършва средното си образование в София през 1967 г., след което е приет във Великотърновски университет „Св.Св.Кирил и Методий“ – специалност „Декоративно-монументална живопис“ при доц. Никола Гелов. Бурните студентски години, артистичната среда на Търново, работата с неговите колеги – Христо Панев, Иваничка Панева, Рашко Бонев, Христо Цацинов, Михаил Петков, Кънчо Данев, Цветан Тимотеев, Йордан Кисьов, Йордан Дончев и др. – изграждат образа му на творец.
През 1972 г. обучението му приключва с дипломна работа – мозайка, която е изпълнена и може да се види и до днес (2020 г.) във фоайето на сградата на Съдебната палата – Враца.
През следващите няколко години (1972 – 1975) живее и твори в родното си село. Именно тук се появяват на бял свят прекрасните графики от цикъл „България“, съдържащ 220 линогравюри. В графичното си творчество младият художник се докосва до фолклорни моменти, обогатени с инвенцията на неговото богато въображение.
По думите на проф. Александър Терзиев, един от водещите български живописци през 60-те и 70-те години на XX век, „Тодор Ваков се оформя като един следовник на българската традиция, която развива по един професионален начин от древните корени на народната душевност.“
След 1975 г. живее и работи във Враца, през повечето време като уредник в Художествена галерия „Иван Фунев“. В полите на Балкана се раждат нови творби в областта на живописта и рисунката.
От 1982 г. е член на СБХ. През 1991 година специализира в творческото студио на НХА, Сите дез `Ар, Париж.
Почива на 5 март 2019 година в село Петково.

## Творчество
Тодор Ваков създава повече от 300 живописни платна и огромно количество рисунки, графики.
Много от творбите му се намират в НХГ, СГХГ, Художествените галерии във Враца, Плевен, Перник, Силистра, Монтана, Велико Търново, Търговище, Добрич и др. Негови платна и рисунки са притежание на частни колекции в България, Франция, Испания, Швеция, Германия, Гърция, САЩ и в други страни.
Живопис
Художественото наследство на твореца Тодор Ваков обхваща богата гама от теми и изразни средства:
- графиките от цикъл „България“ са сложна амалгама от фолклор, магия, песните на Златията и красотата на народната шевица.
- в областта на живописта работи в стила на абстрактния експресионизъм и абстрактния сюрреализъм и няколко творби са в жанр попарт.
- в областта на малката пластика и на декоративно-монументалната живопис.

## Изложби
Самостоятелни
- 1975 – графики във Враца
- 1975 – графики в София
- 1984 – живопис в София
- 1985 – рисунки във Враца
- 1986 – живопис, графики, рисунки във Велико Търново

Общо 23 самостоятелни изложби в България.
- дипломна работа, мозайка
- „Голо тяло“, рисунка
- „Момиче с ябълка“, рисунка
- „Невеста“, линогравюра
- „Спомен“, живопис

Поезия
Част от неговия артистичен образ представляват и поетичните му опити. Негови творби са публикувани в 4 самостоятелни стихосбирки:
- „Свободата“, 1995 г.
- „Мълчанието на огъня“, 1998 г.
- „Фонтан“, 2007 г.
- „Венециански тромпет“, 2008 г.